# Dicranum bartramianum
Dicranum bartramianum là một loài Rêu trong họ Dicranaceae. Loài này được B.H. Allen mô tả khoa học đầu tiên năm 1987.